# Міхай Кіцак
Міхай Кіцак (рум. Mihai Chiţac; *4 листопада 1928, Сухареу, жудець Ботошань, Румунія — †1 листопада 2010, Бухарест) — румунський політик, генерал-полковник.

## Біографія
Кіцак народився в селещі Сухареу, жудець Ботошань в Румунії. Закінчив військове училище імені «Ніколае Белческу», за спеціальністю «Піхота» (1948-1949), а потім навчався у Військовій академії в Бухаресті — факультет озброєнь (1950-1952). Згодом він отримав докторський ступінь в області військової науки.
Був одружений.
У роки диктатури Ніколае Чаушеску служив в секретній поліції (секурітате). Після Румунської революції 1989 був міністром внутрішніх справ у першому післяреволюційному уряді Петре Романа (28 грудня 1989- 14 червня 1990). У 2008 засуджений до 15 років ув'язнення за жорстоке придушення виступів в Тімішоарі в останні дні правління Чаушеску. Йому було пред'явлено звинувачення в тому, що за його наказом сили безпеки стріляли бойовими патронами по демонстрантах і цивільним особам в період з 17 по 20 грудня 1989, у результаті чого загинуло 72 мирних жителя і отримали поранення 253 людини.
Похований в Бухаресті на цвинтарі Генча.